# Derry City FC

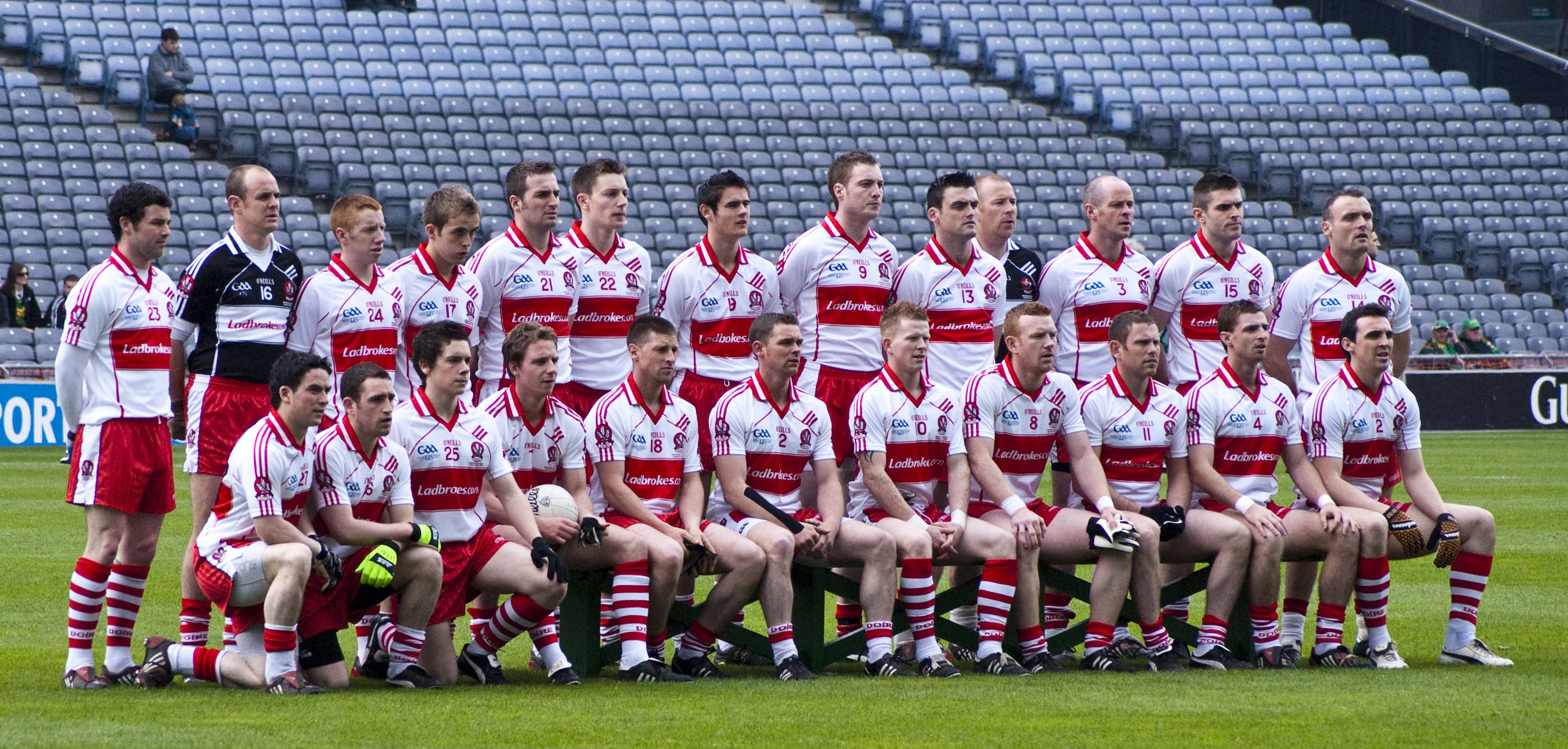
Lagbild 2009.

Derry City FC är ett nordirländskt fotbollslag som spelar i irländska högstaligan. 2006 slog man ut IFK Göteborg i Uefacupens första kvalomgång efter sammanlagt 2-0 och gick vidare till huvudturneringens första omgång.uv Där möte man Paris Saint-Germain som man förlorade mot efter 0-0 hemma och 0-2 borta. Derry city är normalt ett mittenlag i den irländska ligan.

## Placering tidigare säsonger
| Säsong | Nivå | Liga             | Placering | Referens | Kommentar                             |
| ------ | ---- | ---------------- | --------- | -------- | ------------------------------------- |
| 2010   | 2    | First Division   | 1         | [ 2 ]    | Uppflyttad till Premier Division 2011 |
| 2011   | 1    | Premier Division | 3         | [ 3 ]    | League Cup 2011                       |
| 2012   | 1    | Premier Division | 5         | [ 5 ]    | Cupmästare 2012                       |
| 2013   | 1    | Premier Division | 4         | [ 7 ]    |                                       |
| 2014   | 1    | Premier Division | 8         | [ 8 ]    | Cup finalister 2014                   |
| 2015   | 1    | Premier Division | 7         | [ 10 ]   |                                       |
| 2016   | 1    | Premier Division | 3         | [ 11 ]   |                                       |
| 2017   | 1    | Premier Division | 4         | [ 12 ]   |                                       |
| 2018   | 1    | Premier Division | 8         | [ 13 ]   | League Cup 2018                       |
| 2019   | 1    | Premier Division | 4         | [ 15 ]   |                                       |
| 2020   | 1    | Premier Division | 7         | [ 16 ]   | Pandemin                              |
| 2021   | 1    | Premier Division | 4         | [ 17 ]   |                                       |
| 2022   | 1    | Premier Division | 2         | [ 18 ]   | Cupmästare 2022                       |
| 2023   | 1    | Premier Division | 2         | [ 20 ]   |                                       |
| 2024   | 1    | Premier Division | 4         | [ 21 ]   |                                       |